# Stereogum
Stereogum — музыкальный блог, появившийся в январе 2002 года. Он освещает новости и слухи в мире независимой и альтернативной музыки, публикует новые песни и видеоклипы. В 2008 году сайт получил премию Plug как лучший музыкальный блог; он вошёл в десятку лучших музыкальных сайтов по версии Entertainment Weekly (2006), а его создатель Скотт Лапатин (Scott Lapatine) был назван редакцией журнала Blender среди 25 самых влиятельных людей в интернет-музыке (2007). В 2010 году блогу был присвоен статус Official Honoree премии «Вебби» в музыкальной категории.
В конце 2006 года Stereogum получил приток капитала от The Pilot Group, частной инвестиционной организации Роберта Питтмана. В ноябре 2007 года он был куплен компанией Buzz Media. В апреле 2008 года был открыт Videogum, братский сайт, освещающий телевидение, кино и веб-видео.
Stereogum был организатором выпуска нескольких музыкальных сборников, среди которых трибьюты Radiohead, R.E.M., Бьорк и The Strokes.